# Борисёнок, Юрий Дмитриевич
Ю́рий Дми́триевич Борисёнок (укр. Юрій Дмитрович Борисьонок; 10 марта 1941, Новосибирск, СССР — 21 декабря 2015, Киев, Украина) — советский и украинский актёр Киевского ТЮЗа и кино, народный артист Украины.

## Биография
В 1964 году окончил актёрский факультет Киевского института театрального искусства имени Карпенко-Карого.
Работал в театрах:
- Киевский театр-студия «Чёрный квадрат»,
- 1964—1965 гг. — Винницкий украинский музыкально-драматический театр,
- 1966—1967 гг. — Гродненский драматический театр,
- 1967—1974 гг. — Каменск-Уральский театр «Драма № 3».
- С 1974 г. — актёр Киевского ТЮЗа на Липках. Играл также в театре «Золотые ворота».

Последние годы также играл в театре «Чёрный квадрат», снимался в сериалах и озвучивал компьютерные игры («S.T.A.L.K.E.R.», «Метро»). В серии игр «S.T.A.L.K.E.R.» Юрий Дмитриевич озвучил профессора Сахарова, Доктора, Лесника и безымянного учёного из вступительного ролика «S.T.A.L.K.E.R.: Чистое Небо».
На протяжении 36 лет был бессменным Дедом Морозом главной столичной Новогодней Ёлки Киевского Дворца детей и юношества.

## Театральные работы
Киевский ТЮЗ:
- Жених — «Король-дроздобород»;
- Отец — «Танцуй под свою дуду»;
- Король — «Кот в сапогах»;
- Учитель фехтования — «Мещанин-шляхтич»;
- Отец Золушки — «Золушка»;
- Алексей Турбин — «Белая гвардия».

## Работы в кино
- 2017 — «На краю бездны» (Украина), Гродос, судья
- 2010 — «Платон Ангел» (Украина), эпизод
- 2006 — «Городской романс» (Украина), Другов, доцент
- 2005 — «Миф об идеальном мужчине. Детектив от Татьяны Устиновой» (Украина), Дмитрий Андреевич

## Награды и звания
- Народный артист Украины (?).
- Заслуженный артист Украины (1999).
- Бронзовая медаль Выставки достижений народного хозяйства СССР в Москве (как активному участнику бригады массовиков-затейников) (1980).